# Die Besteigung der Eiger-Nordwand unter einer Treppe
Die Besteigung der Eiger-Nordwand unter einer Treppe ist der Debütroman des Journalisten und Autors Max Scharnigg. Das Buch erschien 2011 im Verlag Hoffmann und Campe. Es erzählt die Geschichte des jungen Journalisten Nikol Nanz, der sich aus Misstrauen gegenüber seiner Lebensgefährtin unter die Flurtreppe seines Hausaufganges zurückzieht, um dort an einem Zeitungsbeitrag über die Erstbesteigung der Eiger-Nordwand zu arbeiten. In der Folge entwickelt sich die persönliche Geschichte um Nikol Nanz parallel zur Nacherzählung der historischen Gipfelstürmung. Scharnigg erhielt für seinen Roman 2009 das Literaturstipendium der Stadt München und wurde 2010 für den Ingeborg-Bachmann-Preis nominiert.

## Inhalt
Als der Journalist Nikol Nanz eines Tages aus der Redaktion seiner Zeitung nach Hause zurückkehrt, entdeckt er vor seiner Wohnungstür ein fremdes Paar Männerschuhe. Als er durch die Tür zusätzlich eine unbekannte Männerstimme hört, vermutet er, dass ihn seine Lebensgefährtin „M.“ betrügt. Verwirrt macht Nanz auf dem Absatz des zweiten Stockwerkes kehrt und will das Haus zunächst verlassen. Stattdessen versteckt er sich kurzerhand unter dem Hohlraum hinter der Flurtreppe im Erdgeschoss des Mietshauses. Mit Hilfe eines Stuhls und seines Mantels macht er sich unter der Treppe praktisch unsichtbar für die anderen Bewohner des Hauses. Er verbringt dort mehrere Tage ungestört und nutzt die Zeit, um einen Artikel über die Erstbesteigung der Eiger-Nordwand zu verfassen. 
Schließlich wird Nanz in seinem Versteck von einem Nachbarn mit Namen Schmuskatz entdeckt. Der alte Mann lädt Nanz zum Essen zu sich in die Wohnung ein. Er entpuppt sich als ehemaliger Gletscherfotograf und passionierter Büchersammler. Das Treffen zwischen Nanz und Schmuskatz wird wiederholt, die beiden freunden sich an und tauschen sich gegenseitig über ihre Leben aus. Nach einer durchzechten Nacht beschließen beide völlig betrunken, hinter das Geheimnis der fremden Schuhe im zweiten Stock zu kommen. Mit Bergzeug gerüstet machen sich Nanz und Schmus auf, das Treppenhaus zu erklimmen, so wie die Gruppe um Anderl Heckmair und Ludwig Vörg einst die Eiger-Nordwand bezwang.
Auf dem Weg nach oben stürzt der betrunkene Nanz und erwacht in den Morgenstunden im Treppenhaus. Er begibt sich in seine Redaktion und reicht den im Kopf fertig erstellten Zeitungsartikel ein. Dann kehrt er nach Hause zurück und wagt sich in seine Wohnung. Seine Lebensgefährtin „M.“ erwartet ihn. Sie liest ein Buch, das der alte Schmuskatz zuvor aus seiner nach Widmungen geordneten Bibliothek für Nikol Nanz herausgesucht hatte. Es steht auch ein ausgestopfter Reiher in der Wohnung, den Nanz und Schmuskatz zu ihrer Besteigung der Treppe mitgenommen hatten. „M.“ ist glücklich und bittet Nanz, sie zu küssen.

## Rezeption
Der Spiegel bezeichnete Titel wie Text des Romans als „Wucht“. Die Jury des Ingeborg-Bachmann-Preises 2010 übte im Rahmen der 34. Tage der deutschsprachigen Literatur dagegen größtenteils harsche Kritik am Werk. Sie bemängelten einen ihrer Meinung nach uneinheitlichen Erzählstil und eine inhaltliche Unschlüssigkeit.

## Auszeichnungen
- Literaturstipendium der Stadt München 2009
- Nominierung für den Ingeborg-Bachmann-Preis 2010 (Auszug des Romans)
- Nominierung für den Silberschweinpreis der lit.COLOGNE 2011[5]